# Campanha da Fraternidade de 2012
A Campanha da Fraternidade de 2012 foi um evento organizado pela Conferência Nacional dos Bispos do Brasil que teve como tema Fraternidade e saúde pública. O lema da campanha foi um versículo do livro do Eclesiástico: Que a saúde se difunda sobre a terra! (Eclo 38,8). A exemplo das campanhas anteriores, o evento teve início na quarta-feira de cinzas e se estendeu por todo o período da quaresma.

## Objetivo geral e objetivos específicos
O objetivo geral dessa campanha foi Promover ampla discussão sobre a realidade da saúde no Brasil e das políticas públicas da área, para contribuir na qualificação, no fortalecimento e na consolidação do SUS, em vista da melhoria da qualidade dos serviços, do acesso e da vida da população.
O texto-base da Campanha explicita os seguintes objetivos específicos:
- Disseminar o conceito de bem-viver e sensibilizar para a prática dos hábitos de vida saudável;
- Sensibilizar as pessoas para o serviço aos enfermos, o suprimento de suas necessidades e a integração na comunidade;
- Alertar para a importância da organização da Pastoral da Saúde nas comunidades: criar onde não existe, fortalecer onde está incipiente e dinamizá-la onde ela já existe;
- Difundir dados sobre a realidade da saúde no Brasil e seus desafios, como sua estreita relação com os aspectos socioculturais de nossa sociedade;
- Despertar nas comunidades a discussão sobre a realidade da saúde pública, visando a defesa do SUS e a reivindicação de seu justo funcionamento;
- Qualificar a comunidade para acompanhar as ações da gestão pública e exigir a aplicação dos recursos públicos com transparência, especialmente na saúde.

## Cartaz
O cartaz de divulgação da campanha foi produzido pelo publicitário Marcelo Jacynto de Godoy, vencedor do concurso promovido pela Comissão Episcopal Pastoral para a Cultura, Educação e Comunicação Social da CNBB. O lançamento do cartaz e do texto-base da campanha ocorreu no dia 7 de julho de 2011.

## Texto-base
O texto-base da Campanha da Fraternidade (TB) é um instrumento desenvolvido para servir de material de estudo e discussão em dioceses e paróquias sobre o tema proposto. O texto da Campanha de 2012 apresenta resumidamente os seguintes tópicos:

### A escolha do tema
Anualmente, a Campanha da Fraternidade quer promover a solidariedade nas comunidades cristãs e na sociedade humana, em busca de uma sociedade que tenha como um de seus pilares a solidariedade. A cada ano, a Igreja destaca uma realidade social que necessita de mudanças rumo a uma vivência mais fraterna e solidária. A escolha do tema da saúde pública deve-se ao fato da saúde ser um direito das pessoas e o acesso à saúde ser difícil à maior parte da população brasileira. Para a Igreja Católica, o ser humano é uma unidade psicossomática. A discussão sobre a saúde requer a articulação com os temas da alimentação saudável, do acesso à educação, ao trabalho e à justa remuneração, da promoção da mulher e da criança, a ecologia e do meio ambiente. Assim, as ações de promoção da saúde e defesa da vida devem estar associadas à construção de políticas públicas e projetos de desenvolvimento baseados na igualdade, solidariedade, justiça, democracia, qualidade de vida e participação social.

### Conceito de saúde e saúde pública
A saúde é um dom de Deus confiado à responsabilidade humana.  Isto implica que cada um é responsável por cuidar da própria saúde e da saúde dos mais necessitados com ética e competência técnica, científica e humana.
Segundo a Organização Mundial da Saúde (OMS), saúde é “um estado de completo bem-estar físico, mental e social e não apenas a ausência de doenças”. Em 2003, a OMS reconheceu o bem-estar espiritual como uma dimensão necessária à saúde. Assim, para que haja saúde, é necessário um ambiente saudável do ponto de vista ecológico, social, alimentar, mental e espiritual.Segundo o texto-base da Campanha da Fraternidade, a saúde pública consiste não somente na superação de doenças, mas fruto do bem viver das pessoas, das comunidades e da sociedade.
A Organização Pan-Americana da Saúde apresenta a "saúde pública como o esforço organizado da sociedade para melhorar, promover, proteger e restaurar a saúde das populações por meio de atuação de alcance coletivo".
Para a coletividade, o processo saúde-enfermidade decorre de fatores sociais, políticos, econômicos, ambientais e biológicos, como a urbanização e industrialização crescentes que impactam nas condições de moradia, saneamento básico, condições de alimentação e nutrição, escolarização, recreação e lazer, acesso a serviços de saúde, condições de trabalho, emprego e da renda da população. Assim, é fundamental o desenvolvimento de políticas públicas para assegurar estas condições e reduzir as desigualdades sociais.
Na sociedade em que vivemos, a ação humana vem provocando graves danos ao meio ambiente, que por sua vez afetam a saúde humana. Segundo a Organização Mundial da Saúde, cerca de dois milhões de pessoas ao redor do mundo morrem anualmente em decorrência da poluição do ar. Este efeito é mais grave no  mundo subdesenvolvido. Além disto, o estilo de vida moderno provoca as chamadas doenças da civilização: obesidade, diabetes, câncer, doenças cardiovasculares.
Estima-se que 80% das doenças e mais de um terço das mortes nos países em desenvolvimento ocorram devido ao contato das populações com a água contaminada pelos esgotos e pesticidas provenientes da agricultura e metais pesados e resíduos da indústria. O descaso com o esgoto sanitário provoca a contaminação do lençol freático, comprometendo a pureza dos recursos hídricos e seu acesso pela população.

### O direito à saúde no Brasil
O direito à saúde e os demais direitos decorrem do princípio da dignidade da pessoa humana. Não é uma concessão da sociedade ou do Estado. Apesar disto, no Brasil, o direito à saúde e outros direitos só foram reconhecidos como direitos universais a partir da Constituição de 1988, como fruto de muita luta popular.  A saúde, juntamente com a previdência e a assistência social e auxílio desemprego constituem a seguridade social.
O texto constitucional afirma que o direito à saúde deve “ser garantido através de políticas sociais e econômicas que visem à redução do risco de doença e de outros agravos e ao acesso universal e igualitário às ações e serviços para sua promoção e recuperação” (Artigo 196).  O texto estabelece ainda que a seguridade social deve possuir orçamento próprio, que garanta os recursos e impeça seu uso para outras finalidades.Assim, os governos federal, estadual e municipal têm obrigação de prover meios e recursos para prevenir, promover e recuperar a saúde de todas as pessoas que constituem a sociedade brasileira. Apesar disto, a alegação de falta de recursos suficientes é recorrente. A população brasileira não está conseguindo exigir que a saúde seja uma prioridade.

### A situação da saúde no Brasil
O texto da Campanha reconhece melhoras nos indicadores de saúde no Brasil. A mortalidade infantil caiu de 69 mortes para cada mil crianças nascidas em 1980 para pouco mais de 22 em 2009. Houve também um aumento da expectativa de vida, alcançando 72 anos em 2008.
Identifica-se ainda uma transição demográfica: enquanto o número de idosos aumentou 107% entre 1980 e 2000, o número de jovens cresceu 14%Em termos da população total, o número de jovens caiu de 38,25% em 1980 para 26,04% em 2009.  Esta redução do número de jovens está associada tanto ao aumento da população idosa quanto à queda da taxa de fecundidade. O envelhecimento da população requer planejamento do sistema de saúde para atenção às doenças crônicas da terceira idade.
Mesmo com as melhoras destes indicadores, 16 milhões de pessoas estão na faixa de pobreza absoluta. Do ponto de vista ecológico, a poluição da água e do ar das cidades e o estresse constante afetam a saúde da população.

### O Sistema Único de Saúde
O acesso da população brasileira à saúde pública ocorre através do Sistema Único de Saúde. Este sistema oferece à pessoa doente o atendimento público de saúde, desde os cuidados preventivos, até os cuidados necessários em caso de doença.  Para financiar o sistema, são necessários recursos públicos, isto é, os recursos que provêm do pagamento de impostos e que são transferidos a diferentes esferas do governo e devem ser redistribuídos de forma complementar entre o governo federal, estados e municípios para aportar recursos ao sistema.
O Sistema Único de Saúde foi criado a partir de princípios doutrinais e organizacionais. Os princípios doutrinais são: universalidade (é um direito de todos indistintamente), integralidade (todos os serviços disponíveis no sistema devem ser oferecidos) e equidade (todos devem ter tratamento igualitário, sem privilégios). Os princípios organizacionais são:
- Regionalização: as ações no campo da saúde devem estar o mais próximo possível da população, portanto os serviços se organizam nas esferas municipal, estadual e federal.
- Hierarquização: as ações devem estar organizadas de forma hierarquizada, desde a atenção primária, nas unidades básicas de saúde, passando pela atenção secundária (ambulatórios especializados e hospitais de baixa complexidade) até a atenção terciária (procedimentos mais complexos).
- Descentralização: a responsabilidade deve ser distribuída entre os vários níveis de governo
- Racionalização e resolução: As ações e serviços devem ser definidos e organizados de modo a responder aos problemas de determinada região.
- Complementaridade do setor privado: em caso de insuficiência do setor público, é permitida a contratação de serviços privados por meio de contratos e convênios. A preferência deve recorrer às instituições sem fins lucrativos.
- Participação da comunidade: a participação da população nos processos de tomada de decisão ocorre através das instâncias colegiadas do SUS, como os Conselhos e Conferências de Saúde.

Apesar da legislação reconhecer o direito da população ao acesso público aos serviços de saúde, o SUS apresenta diversos problemas. A pesquisa do Instituto de Pesquisa Econômica Aplicada (IPEA) intitulada Pesquisa sobre a saúde brasileira de 2010, citada pelo texto base, 58,1% dos entrevistados apontaram a falta de médicos como o principal problema, seguido da demora para atendimento nos postos, centros de saúde e hospitais (35,4%), a demora em agendar consultas com especialistas (33,8%). As sugestões de melhoria apontadas na pesquisa são o aumento do número de médicos e a redução do tempo de espera.
Para que o SUS cumpra a Constituição, é necessário o aumento de recursos financeiros, melhor organização, redução dos desperdícios e desigualdades, priorizar o atendimento às classes mais desfavorecidas. Segundo o texto-base, a falta de recursos está associada ao fato do direito à saúde estar sendo transformado em “negócio”. Isto porque há grupos econômicos que desejam a privatização da saúde. Estes grupos pressionam para que o sistema não funcione bem, a fim de que o Estado encaminhe os doentes às empresas privadas de saúde (planos e seguros de saúde), de laboratórios, clínicas e hospitais, ou para que o Estado terceirize os serviços, repassando os recursos públicos a estas empresas.
Hoje, no Brasil, as famílias gastam mais com saúde do que o setor público. Em 2009 foram gastos 270 bilhões de reais. Destes 53% foram pagos pelas famílias, enquanto 47% foi gasto pelo Estado. Isto representa 4% do Produto Interno Bruto  (PIB). Em países com acesso universal à saúde, o gasto é, em média, 6,7% do PIB. Investe-se o dobro dos recursos no tratamento das doenças (internações, cirurgias, transplantes) do que em prevenção através de ações básicas, como vacinação e consultas.
O texto-base reconhece avanços no Sistema Único de Saúde. O Programa Saúde da Família assiste cerca de 100 milhões de pessoas, segundo dados do Ministério da Saúde. Houve significativa redução da mortalidade infantil nos últimos 30 anos, associada à ampliação da assistência pré-natal e à redução da desnutrição. O programa de vacinação brasileiro apresenta uma das maiores coberturas de vacinação do mundo, reduzindo ou erradicando diversas doenças. O Serviço de Atendimento Móvel de Urgência (SAMU) atende mais da metade da população, reduzindo a procura por emergências. O programa Farmácia Popular fornece medicamentos com 90% de desconto ou gratuito para diversas enfermidades.
Avaliações realizadas pelo Ministério da Saúde e Fundação Nacional de Saúde revelam satisfação com o atendimento em mais de 50% dos usuários do SUS. A insatisfação está associada à demora em ser atendido: é a dificuldade de acesso, acolhimento e atendimento em tempo hábil.
O texto-base indica diversos desafios ao Sistema, tanto do ponto de vista de ampliar e melhorar o acesso, como melhorias na gestão. Um ponto crítico é o aporte de recursos insuficiente. O texto conclama: “Assim como para o advento do SUS concorreu a ação dos movimentos populares, agora eles precisam se mobilizar para que se dê a efetiva implantação.” (TB 123).

### Conselhos e Conferências de Saúde
Os Conselhos de Saúde são instâncias deliberativas e têm a função de participar da formulação, acompanhamento e controle das ações do governo. Já as Conferências de Saúde têm como função avaliar periodicamente o panorama da saúde e propor diretrizes para a política de saúde.  É através destas instâncias que ocorre o controle social do Sistema. Entretanto, é um desafio fazer com que as conclusões das conferências e conselhos sejam levadas a sério e postas em prática pelos governantes. Assim, a participação dos cidadãos nestes órgãos é muito importante, conhecer suas resoluções e cobrar para que elas sejam encaminhadas e postas em prática.

### Jesus e os doentes
As obras de Jesus incluíram muitos gestos de cura.  Em seus gestos, não somente cura as pessoas, mas resgata a dignidade do ser humano, que devido à sua enfermidade era excluído da sociedade. A cura representava a inclusão social daquele que era curado. Em sua ação, ele levava as pessoas a valorizarem a própria fé, quando dizia após a cura: “sua fé te salvou”. Isto leva ao reconhecimento da ação de Deus na vida dos doentes e também lhes indicava que eles participavam de sua própria cura. Assim descobriam suas capacidades e potencialidades.
Em sua parábola do Bom Samaritano, diversos aspectos referentes à saúde podem ser observados: lembra a condição de fragilidade humana e indica o cuidado que os seguidores de Jesus devem manifestar. “A fragilidade somente se cura mediante a proximidade daquele que se dispõe a cuidar do debilitado. Cuida-se da própria vulnerabilidade quando se consente a proximidade do outro”. “O samaritano é aquele que em face da necessidade do outro a assimila e deixa transformar por ela” (TB 188-189).

### A visão cristã do sofrimento
Para a teologia cristã, a existência humana é um bem. O sofrimento e o mal se devem à ausência do bem ou da privação de bens. Esta privação é fruto de relações injustas entre os seres humanos.
Jesus Cristo foi solidário com o sofrimento humano. Ao assumir a condição humana, assumiu todas as suas limitações e sofrimentos: o cansaço, a hostilidade, a perseguição, a traição, o flagelo e a morte. Ao se submeter a este sofrimento, abarca toda a extensão do mal contido no pecado da humanidade para vencê-lo. Assim, a resposta de Deus ao sofrimento não vem por meio de teorias, mas do dom de si mesmo. A cruz de Cristo traz o anúncio da ressurreição. “Na ressurreição, o ser humano encontra uma luz completamente nova que descortina caminho de vida em meio às trevas das humilhações, das dúvidas, do desespero e da perseguição (TB 207)”.

### A Igreja e os doentes
Desde o início de sua história, a Igreja motiva os seguidores de Jesus ao exercício da caridade e ao cuidado com os doentes.
“Os enfermos não são somente objeto de nossa ação pastoral. Por sua condição de fragilidade e vulnerabilidade, devido à doença e ao sofrimento, constituem-se em sinais dos valores que são essenciais em nossa vida, em meio a tantas coisas supérfluas” (TB 231). Ao longo da história, vários santos e beatos dedicaram-se ao cuidado de doentes e sofredores, como São Camilo de Lellis e São João de Deus. No Brasil, dedicaram-se a esta missão Santa Paulina, a beata Irmã Dulce e Frei Galvão.
Várias congregações religiosas dedicam-se ao cuidado dos doentes. A Igreja possui diversas obras de atenção à saúde, como ambulatórios e hospitais de natureza filantrópica, que atuam de forma complementar ao SUS.
A Pastoral da Saúde é a pastoral desempenhada pela Igreja no Brasil no setor da saúde.
Merece destaque também a Pastoral da Criança, que atua no acompanhamento infantil de crianças em situação vulnerável e vem ajudando a reduzir a mortalidade infantil no país, através de ações preventivas de busca de conscientização das mães e da qualidade de vida das crianças.
Outras pastorais atuam em promoção da saúde e do bem viver: Pastoral de DST/AIDS, Pastoral da Pessoa Idosa, Pastoral da Sobriedade, entre diversas outras iniciativas.
Do ponto de vista de assistência espiritual aos doentes, a Igreja estabeleceu o sacramento da Unção dos Enfermos.

## Ligações Externas
- «Página oficial da Conferência Nacional dos Bispos do Brasil»
- «Página oficial das Edições CNBB»